# Atriplex cinerea
Atriplex cinerea är en amarantväxtart som beskrevs av Jean Louis Marie Poiret. Atriplex cinerea ingår i släktet fetmållor, och familjen amarantväxter. Utöver nominatformen finns också underarten A. c. adamsonii.

## Bildgalleri

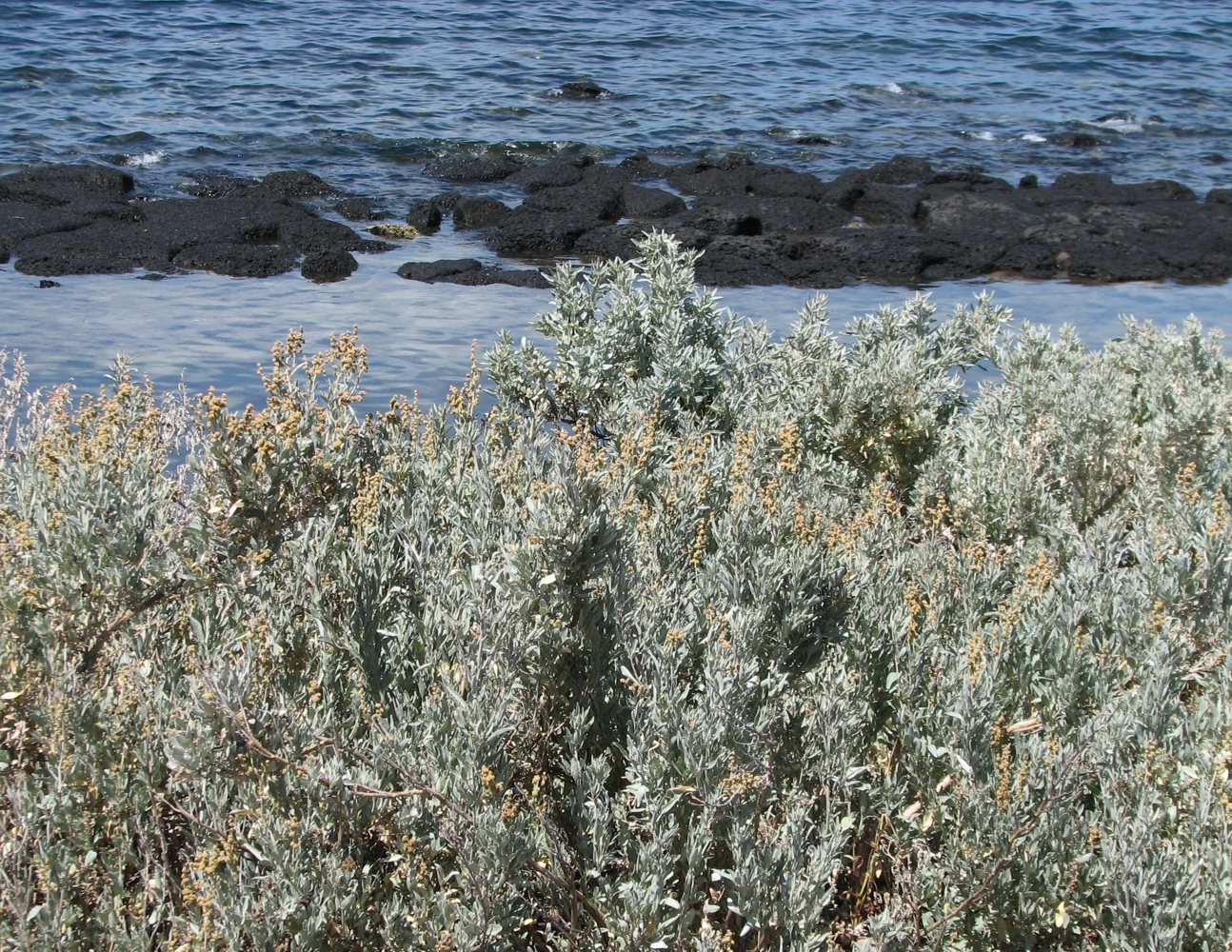